# Elizabeth Hawkins-Whitshed
Elizabeth Hawkins-Whitshed (26 de junio de 1860 - 27 de julio de 1934), generalmente conocida después de su tercer matrimonio como la Sra. Aubrey Le Blond y por sus amigos escaladores como Lizzie Le Blond, fue una pionera irlandesa del montañismo en una época en la que era casi inaudito que una mujer escalara montañas. También fue autora y fotógrafa de paisajes de montaña.
Provenía de una familia de clase alta, siendo hija del capitán Sir St Vincent Hawkins-Whitshed, tercer baronet (1837-1871) (ver barones Hawkins-Whitshed) y su esposa Anne Alicia (de soltera Handcock) (1837-1908), y más atrás descendía de la aristocrática familia Bentinck, y por lo tanto estaba emparentada con los duques de Portland.
Creció en Greystones, condado de Wicklow, en el sureste de Irlanda, donde su padre poseía una gran cantidad de tierra. Sin embargo, su padre murió entonces, sin dejar otros hijos, mientras ella todavía era menor de edad, y el Lord canciller la tomó como su pupila.
Elizabeth se mudó a Suiza, donde escaló montañas y desde entonces se hizo famosa por fotos que la mostraban escalando con falda. En 1907, tomó la iniciativa en la formación del Club Alpino Femenino y se convirtió en su primera presidenta. Escribió siete libros sobre montañismo y a lo largo de su vida realizó veinte primeras ascensiones, alcanzando las cimas de picos nunca antes escalados.
Como la Sra. Aubrey Le Blond, hizo al menos diez películas de actividades alpinas en el valle de Engadina en Suiza, incluido hockey sobre hielo en St Moritz y trineos en Cresta Run. Probablemente se encuentre entre las tres primeras mujeres cineastas del mundo, después de Alice Guy y contemporánea de Laura Bayley. Sus películas fueron proyectadas por James Williamson en el Ayuntamiento de Hove en noviembre de 1900, siendo incluidas en su catálogo en 1902, y fueron elogiadas por el pionero del cine Cecil Hepworth y el escritor EF Benson.
Se casó tres veces: primero, en 1879, con Frederick Burnaby (1842-1885); segundo, en 1886, con John Frederick Main (fallecido en 1892); y finalmente, en 1900, con Francis Bernard Aubrey Le Blond. De su primer matrimonio tuvo un hijo, Harry Burnaby, en 1880. A pesar de su segundo y tercer matrimonio, las tierras de Greystones que había heredado de su padre (antes del matrimonio) pasarían a ser conocidas como Burnaby Estate. Esta parte de Greystones (The Burnaby) se desarrolló después de 1900. Incluye Burnaby Road, Somerby Road, así como Whitshed, St Vincent's Road, Portland Road y Hawkins Lane. Publicó relatos de sus escaladas bajo los nombres de Sra. Fred Burnaby, Sra. Main y Sra. Aubrey Le Blond.
Publicó su autobiografía Day In, Day Out en 1928.

## Vida personal
Elizabeth Hawkins-Whitshed nació en Dublín el 26 de junio de 1860. Era hija del capitán Vincent Hawkins-Whitshed y la señora Anne Hawkins-Whitshed, quienes la criaron en Killincarrick House, Greystones, condado de Wicklow. Se dice que la infancia de Elizabeth fue feliz en el campo con una madre devota, pero su padre murió en 1871 dejándole heredada la Casa Killincarrick junto con casi 2. acres de tierra repartidas por Dublín, Meath y Wicklow a la edad de once años.
Elizabeth podía reclamar parentesco con la realeza y la aristocracia en Europa a través de su bisabuela Bentick y a la edad de dieciocho años se unió a la sociedad londinense y se casó con su primer marido, el capitán Fred Burnaby, un oficial de inteligencia del ejército británico, en 1879. Dio a luz a su hijo Harry Burnaby en 1880. Unos meses después del nacimiento, ella y su marido comenzaron a llevar vidas principalmente separadas hasta la muerte de él en la batalla de Sudán el 17 de enero de 1885.
En el tiempo previo a su muerte, Elizabeth había pasado su tiempo buscando una cura para el problema pulmonar que estaba experimentando.
En 1881 se trasladó a Suiza.
En 1886, Elizabeth se casó con su segundo marido, John Frederick Maine. El matrimonio duró poco ya que él murió solo en América del Norte en 1892.
En 1900 se casó con su tercer marido, Aubrey Le Blond.
Murió el 27 de julio de 1934 y fue enterrada en el cementerio de Brompton en Londres.

## Autoría
Elizabeth escribió sus libros bajo su antiguo nombre, Elizabeth Hawkins Whitshed, y bajo su último nombre, Aubrey Le Blond. También utilizó el seudónimo de Jean Ville para algunos de sus escritos. Disfrutaba mucho de la autoría de sus libros y también de su amor por la fotografía. Su primer libro se publicó en 1883, Los Altos Alpes del Invierno, precursor de una serie de libros y artículos que describen sus experiencias de montañismo. Sin embargo, más tarde decidiría dedicarse a la ficción, los escritos de viajes y la historia familiar. Aunque su talento para escribir libros era evidente, lo que más le gustaba era la fotografía y llevaba su cámara en el hombro dondequiera que iba. Entre sus aficiones más conocidas, el montañismo, la fotografía y la escritura de libros, se encuentran actualmente 69 obras en 220 publicaciones en 3 idiomas y 2.228 fondos de bibliotecas conocidos en todo el mundo.

## Montañismo
Abandonando el estilo de vida convencional del Londres de mediados de la década de 1880, la Sra. Hawkins terminó en Chamonix, donde su primera escalada fue recorrer dos tercios del camino hasta el Mont Blanc. Ahora es conocida por las fotos de ella subiéndose a una falda, sin embargo se cambiaba cuando estaba fuera de la vista del público para evitar ofender. El interior de su tienda de campaña al pie de la mayoría de las montañas que escaló nos dio una idea de su estatus social: ropa bonita, una cama cómoda, cortinas y su propio y elaborado tocador se pueden encontrar dentro. Su salud se deterioró debido a problemas en sus pulmones, pero eso no le impidió realizar expediciones. Por el contrario, el tiempo que pasó en el extranjero también lo utilizó en la búsqueda de una cura, y esta actividad la impulsó a superarse.
En el verano de 1881 se trasladó a Suiza, en el corazón del alpinismo europeo. Durante ese verano, Hawkins escaló el Mont Blanc dos veces y varios otros picos difíciles en Suiza en veinte años. Más adelante en su carrera, Elizabeth abandonó Suiza para mudarse a Laponia y Noruega. Pasar seis veranos consecutivos en el Ártico noruego arrojó luz sobre un territorio desconocido. Esto llevó a Hawkins a completar más de cien ascensos, veinte de los cuales fueron primeros ascensos. Sin embargo, durante sus expediciones, Hawkins aprovechaba su riqueza y estatus social al estar acompañada por personal. Para demostrar lo peligrosas que pueden llegar a ser las condiciones durante los ascensos, la criada personal de Elizabeth tuvo que ser sacada en una ocasión del carruaje cuando estaba completamente cubierto de hielo.
En 1907, Hawkins fundó y se convirtió en la primera presidenta del Ladies Alpine Club. Demostró un gran coraje y proporcionó inspiración a las generaciones futuras para que las mujeres participaran en actividades consideradas masculinas.

## Fotografía

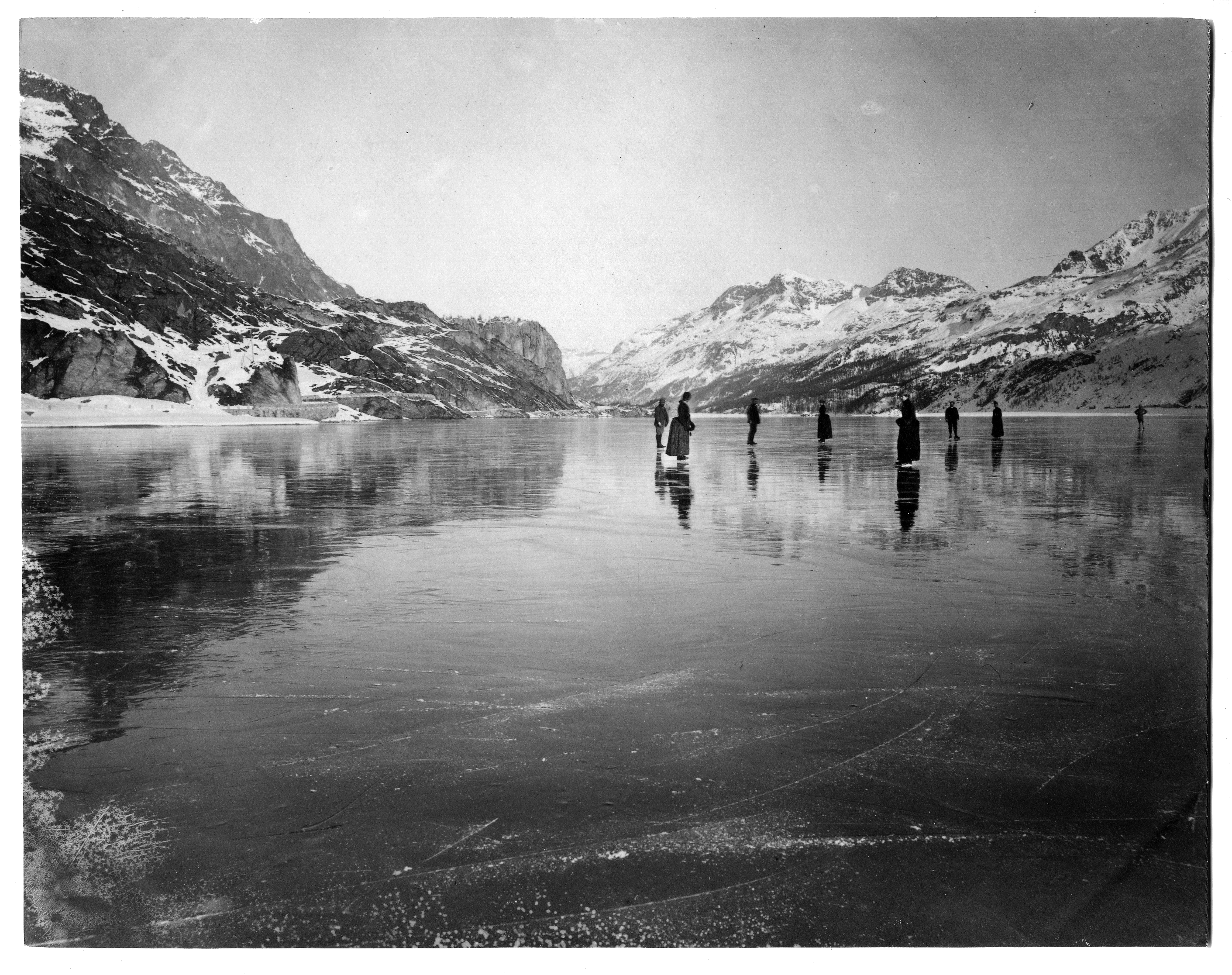
Elizabeth Main: Patinando en el lago de Sils

Casi desde el comienzo de su carrera como escaladora, Elizabeth llevaba consigo su cámara, capturando vistas que nunca antes se habían visto También se dedicó a la fotografía y fue una de las primeras en adoptar la fotografía de nieve. Fue elegida miembro de la Sociedad Fotográfica de Gran Bretaña, más tarde la Real Sociedad Fotográfica en 1886. También expuso regularmente en la exposición anual de la Sociedad Fotográfica entre 1885 y 1903, bajo los nombres de Jean Ville, Mrs Main y Mrs [Aubrey] Le Blond. 
A lo largo de los años tomó miles de fotografías, de las cuales unas cuatrocientas se incluyeron en varias publicaciones, incluida Water, its Origin and Use de William Coles Finch. Elizabeth desarrolló e imprimió su propio trabajo, a menudo en condiciones terribles, y lo vendía para ayudar a la caridad, lo regalaba o lo entregaba como premio en eventos de montañismo. El Museo Safari Martin y Osa Johnson en Chanute, Kansas, EE. UU., alberga más de 2.000 fotografías de Elizabeth tomadas entre 1886 y 1903. Muchas de las fotografías tienen títulos y descripciones escritos por Elizabeth que no aparecen en sus publicaciones conocidas.
En 2003 se realizó una exposición en el Museo Alpino de Pontresina y una colección de sus fotografías se publicó en un volumen que la Sociedad Histórica de Greystones presentó a la biblioteca local durante la Semana del Patrimonio Nacional de 2011. Se organizó una exposición de fotografías y archivos de Elizabeth del Museo Safari Martin y Osa Johnson tras la donación de su colección en 2013, y una exhibición permanente de sus obras llamada Reina de la Montaña se instaló en el Museo Safari en noviembre de 2023.

## Obras seleccionadas
- The high Alps in winter, or mountaineering in search of health – published 1883[1][4]
- Mountaineering in the Land of the Midnight Sun
- Adventures on the Roof of the World
- True Tales of Mountain Adventure: For non-climbers Young and Old
- My Home in the Alps
- High Life of Towers and Silence
- Charlotte Sophie, Countess Bentick: Her Life and times, 1715–1800
- The Old Gardens of Italy How to Visit them
- Day In, Day Out